# Michèle Arnaud
Michèle Arnaud (eigentlich: Micheline Caré, * 18. März 1919 in Toulon; † 30. März 1998 in Maisons-Laffitte) war eine französische Chanson-Sängerin.

## Leben
In den 1970er Jahren betätigte sich Arnaud auch als Produzentin oder Mitproduzentin von Filmen, darunter
- Monsieur René Magritte (1978)
- Oskar Kokoschka (1976)
- Pink Floyd: Live at Pompeii

## Eurovision Song Contest
Im Jahre 1956 sang sie beim Eurovision Song Contest in Lugano für Luxemburg die Titel Ne crois pas und Les amants de Minuit. Die Platzierungen der Titel wurden nicht bekannt gegeben.

## Diskografie
Singles
- Ne crois pas
- Les amants de Minuit
- Chacun de nous tue ce qu’il aime
- Je croyais
- La chanson des vieux amants
- La rue s’allume
- La vie d’artiste
- Le bleu de l’été
- Les amants de minuit
- Les papillons noirs
- Pourquoi mon Dieu
- Quand on s’est connu
- Sans l’amour de toi
- Sous le pont Mirabeau
- Van Gogh
- Zon zon